# Лорен Соча
Лоре́н Ме́рі Соча (англ. Lauren Marie Socha; нар. 9 червня 1990, Дербі) — англійська акторка, володарка премії Британської академії телебачення і кіномистецтва. Найбільше відома своєю участю в британському комедійно-фантастичному серіалі «Покидьки».

## Життєпис
Народилася у місті Дербі, в сім'ї Роберта й Кетлін Соча. Вона має старшого брата — Майкла Соча, який також займається акторською діяльністю. Навчалася у школі Св. Бенедикта, а потім і в Бертонському коледжі. Паралельно ходила на уроки співу. Переїхавши до Ноттінгема, Лорен почала відвідувати курси акторської майстерності Яна Сміта.

## Кар'єра
У п'ятнадцять років знялася в музичному кліпі на пісню "When the Sun Goes Down" групи Arctic Monkeys, кліп заснований на короткометражці "Негідник".
У травні 2010 року була номінована на телевізійну премію BAFTA  в режисерському дебюті Саманти Мортон — фільм «Нелюба». 
У травні 2011 року виграла телевізійну премію BAFTA за роль Келлі у серіалі «Покидьки».
У 2011 році Лорен взяла участь в освітньому проєкті BBC «Off By Heart Shakespeare», де зіграла роль Джульєтти з «Ромео та Джульєтти».

## Фільмографія

### Фільми
| Рік  | Оригінальна назва | Роль          |
| ---- | ----------------- | ------------- |
| 2006 | Scummy Man        | Ніна          |
| 2009 | The Unloved       | Лорен         |
| 2010 | Missing           | Сара          |
| 2011 | The Child         | Мерилін Монро |

### Телебачення
| Рік       | Оригінальна назва | Роль       |
| --------- | ----------------- | ---------- |
| 2009-досі | Misfits           | Келі Бейлі |
| 2010      | Five Daughters    | Дон        |
| 2010      | 71 Degrees North  | Себе       |

- Лорен також знялася в музичному відео гурту Arctic Monkeys на пісню «When the Sun Goes Down».